# Carlo Bianchi
Carlo Bianchi (Milano, 22 marzo 1912 – Carpi, 12 luglio 1944) è stato un antifascista italiano, medaglia di bronzo al valor militare e medaglia d'oro del comune di Milano.

## Biografia
Il padre Mario, industriale cartario, era titolare di una cartotecnica con annessa tipografia sita in Via Villoresi 24, Milano, che produceva carta intestata, buste e sacchetti e dava lavoro ad un centinaio tra operai e impiegati.  Una succursale della stessa cartotecnica era operativa a Villa Romanò, frazione del comune di Inverigo (CO) e impiegava un'altra ventina di dipendenti.
Frequenta l'intero corso di studi presso il Collegio San Carlo di Milano dalla prima elementare alla terza Liceo Classico, diplomandosi con un anno di anticipo. Si iscrive alla facoltà di Ingegneria presso il Regio Istituto Tecnico Superiore (poi Politecnico), sia per sua scelta personale, sia per andare incontro ai desideri della famiglia, che nel futuro vedevano in lui la continuità dell'azienda paterna e si laurea nel 1935.
Negli anni dell'Università si iscrive alla Federazione Universitaria Cattolica (FUCI) e partecipa assiduamente alla vita associativa presenziando ai vari Congressi Nazionali.  Dopo la laurea vince per due anni una borsa di studio presso la Fondazione Carlo Erba annessa alla Regia Scuola di Ingegneria che alla fine lo indirizza alla Società Siemens, dove lavorerà per un breve periodo per passare successivamente all'azienda di famiglia.
Si impegna attivamente nel sociale,  è presidente della FUCI maschile milanese e fonda il centro di assistenza per diseredati di Milano "La Carità dell'Arcivescovo" ,.
Nel gennaio del 1944 entra a far parte del CLNAI, e nello stesso periodo con Teresio Olivelli dà vita e collabora al giornale delle Fiamme Verdi, "Il Ribelle". Fa anche parte dell'O.S.C.A.R., un'organizzazione fondata da don Andrea Ghetti, don Aurelio Giussani, entrambi docenti al Collegio San Carlo, don Enrico Bigatti e don Natale Motta; successivamente si unirà Giovanni Barbareschi ancora diacono e più giovane degli altri.
L'OSCAR portò in salvo centinaia di ebrei, politici antifascisti, renitenti alla leva della RSI  e prigionieri di guerra, ricercati dai nazisti, sia accompagnandoli materialmente alla frontiera che fornendo loro documenti contraffatti.
Il 27 aprile 1944 viene tradito da un delatore e arrestato; dopo essere stato rinchiuso nel carcere di san Vittore, viene trasferito nel campo di concentramento di Fossoli, vicino a Carpi (MO). Viene fucilato nel poligono di tiro di Cibeno (frazione di Carpi) assieme ad altri 66 detenuti politici i cui corpi vennero seppelliti in una fossa comune e furono riesumati e riconosciuti nel maggio 1945, grazie all'iniziativa personale del Dott. Angelo Bianchi Bosisio, medico, compagno di Liceo e della FUCI, amico fraterno di Carlo, che si preoccupò di dirigere il lavoro di ritrovamento e identificazione delle salme.
Lasciava tre figli e la moglie Albertina in attesa della quarta.
Riposa nella tomba di famiglia nel cimitero monumentale di Milano.